# Henry Frederick Lockyer
Major Général Henry Frederick Lockyer est un gouverneur intérimaire du Ceylan britannique.

## Biographie
À la fin de sa mission en tant que gouverneur intérimaire, il meurt sur le trajet retour à bord du SS Ripon.